# Vladímir Voloixin
Vladímir Voloixin (en rus: Владимир Волошин) (1961) va ser un ciclista soviètic. Malgrat no passar al professionalisme, va aconseguir algunes victòries destacades entre elles un campionat del món en categoria júnior o el Girobio.

## Palmarès
- 1979
  -  Campió del món júnior en contrarellotge per equips (amb Sergei Starodubschev, Sergei Tschapk i Víktor Demidenko)
- 1982
  - 1r a la Volta a Eslovàquia i vencedor d'una etapa
  - Vencedor d'una etapa a la Volta a Iugoslàvia
- 1983
  - 1r al Girobio
  - 1r a la Volta a la Unió Soviètica
  - Vencedor d'una etapa al Gran Premi Guillem Tell

### Resultats a la Volta a Espanya
- 1985. Abandona
- 1986. 32è de la classificació general